# Alessandra Bocchetti
Alessandra Bocchetti (Roma, 3 luglio 1945) è un'attivista e scrittrice italiana.

## Biografia
Nasce a Roma alla fine della seconda guerra mondiale, e resta dopo pochi giorni orfana di padre, medico militare disperso in Unione Sovietica durante le operazioni belliche.
Frequenta scuole cattoliche, come il liceo delle Orsoline di Roma e si iscrive alla facoltà di Lettere.
Comincia in giovinezza le sue esperienze come regista per la Unitelefilm, la casa di produzione del Partito Comunista Italiano.
Nel 1968 realizza il mediometraggio Della conoscenza che guarda con occhio antropologico al movimento studentesco in tutte le sue sfaccettature. Il mediometraggio vincerà il primo premio al festival di Oberhausen nel 1969.

## Attivismo
Nel 1975 fonda a Roma il collettivo femminista Studio Ripetta, che prende il nome dalla strada dove si trova: una comunità di studio su storia, filosofia, antropologia, sociologia, letteratura attraverso il punto di vista critico femminista.
Lo studio Ripetta ospita e incontra Luce Irigaray, per la prima volta in Italia. La filosofa-psicoanalista era stata estromessa dall'università di Vincennes dopo la pubblicazione di Speculum, una critica al fallocentrismo della psicanalisi e filosofia.
Nello stesso anno entra come regista nella redazione di Si dice donna della Rai, un programma culturale che affronta temi e problemi della vita delle donne dove firma servizi importanti: un'intervista a Marguerite Duras, Il sacro e il profano con Monica Vitti, La madre della sposa, Lisa prova d'orchestra,  Mamma Natale e altri. Il programma viene chiuso d'autorità nel 1981 a seguito di una trasmissione dedicata alla legge sull'aborto.
Da un'idea di Michi Staderini nel 1978, fonda con altre il Centro Culturale Virginia Woolf - Università delle Donne, continuazione ideale dello Studio Ripetta.
Nel 1984 scrive Discorso sulla guerra sulle donne un piccolo pamphlet per un pacifismo ragionato.
Nel 2011 viene chiamata da Francesca Comencini a partecipare alla manifestazione del movimento "Se non ora quando", intervenendo il 13 febbraio a Roma in Piazza del Popolo.

## Pubblicazioni
- Cosa vuole una donna, La Tartaruga[9][10]
- Questioni di teoria femminista, La Tartaruga[11]
- Dell'ammirazione, Stampa Alternativa[12]
- Basta lacrime. Storia politica di una femminista 1995-2000, VandA Edizioni (2024)